# طرح انتقال آب بن-بروجن
طرح انتقال آب بن-بروجن، طرحی برای انتقال ۴۲ میلیون متر مکعب آب از زاینده‌رود در سال، برای تأمین بخشی از نیاز شرب و صنعت شهرهای مسیر بن تا بروجن در استان چهارمحال و بختیاری است. این مناطق عمدتاً در حوضه آبریز کارون قرار دارند. این پروژه به جز صنعت، به نیمی از جمعیت استان چهارمحال و بختیاری آبرسانی می‌کند.
این پروژه یک انتقال بین‌حوضه‌ای است و قرار است آبی که پیش از این از سرشاخه‌های کارون به زاینده‌رود منتقل‌شده، دوباره با هزینه زیاد به ارتفاعات رسانده شود.

## تشریح دیدگاه‌های مخالف و موافق
موافقان این طرح آن را یک طرح ضروری برای تأمین نیاز شرب و صنعت جنوب استان چهارمحال و بختیاری با استفاده از بخش بسیار کوچکی از آب منتقل شده از سرشاخه‌های کارون به زاینده رود می‌دانند. از طرف دیگر برخی مخالفان از جمله نمایندگان مجلس اصفهان و استادان دانشگاه اصفهان می‌گویند اگرچه منکر نیازهای استان بالادست (چهارمحال و بختیاری) مخصوصاً تأمین نیازهای شرب نیستیم، اما به نظر می‌رسد به صورت مستقیم از حوضه آبریز کارون امکان تأمین نیازهای این استان از لحاظ فنی بهتر وجود داشته است، چون منطقه بن تا بروجن در حوزه آبریز کارون قرار دارد و از حوضه کارون امکان انتقال وجود داشته است.
در پاسخ به ادعای باز تخصیص بخشی از منابع آبی انتقال داده شده از کارون در این طرح گفته می‌شود اکنون هنوز تونل سوم کوهرنگ به بهره‌برداری نرسیده و سد آن نیز ساخته نشده و پروژه متوقف شده است؛ بنابراین در عمل از تونل سوم کوهرنگ طبق تخصیص آب انجام شده بهره‌برداری نمی‌شود و پروژه بهشت‌آباد نیز متوقف مانده و این بدان معناست که منابع جدید به زاینده رود اضافه نشده است که بتوان این مصرف جدید را ایجاد کرد و تکمیل پروژه بن-بروجن به معنای کاهش تخصیص آب در حوضه آبریز زاینده رود از بالادست است و نه باز تخصیص از منابع آبی حوضه آبریز کارون.
همچنین در جلسه چهلم شورای عالی آب تأکید شده که هرگونه بارگذاری جدید در حوضه آبریز زاینده‌رود ممنوع شده است و بحث این است که بن-بروجن بارگذاری جدید است؛ دوم اینکه، اگر قرار است برداشت از زاینده‌رود انجام شود، باید منابع جدید وارد رودخانه شود و سوم اینکه، چرا این انتقال آب بین‌حوضه‌ای با هزینه فراوان برای پمپاژ آب به ارتفاعات صورت می‌گیرد؛ درحالی‌که آب پمپاژ شده به ارتفاعات دوباره به حوضه قبلی برمی‌گردد.

## بررسی اهداف اعلامی طرح
در مورد هدف اجرای این طرح انتقال آب مسئولان و مدیران استانی شهرستان چهارمحال و بختیاری بارها بر موضوع تأمین آب آشامیدنی شهرستان بروجن تأکید کرده‌اند، حال آنکه مروری بر میزان بارندگی‌های سالانه استان چهارمحال و مقایسه میانگین بارندگی بلند مدت بروجن (۲۸۵ میلی‌متر) و شهرستان بن (۳۲۰ میلی‌متر) حکایت از اختلاف اندک این دو منطقه از لحاظ بارندگی دارد و بر این اساس به نظر می‌رسد تأکید بر هدف تأمین آشامیدنی در این طرح انتقال آب موضوع صحیحی نیست. به ویژه اینکه می‌دانیم سرتاسر پهنه جغرافیایی استان چهارمحال و بختیاری از نظر بارندگی و منابع آب به نسبت بسیاری از استان‌های کشور شرایط مطلوب‌تری دارد.
در شهرستان بروجن و از سال ۱۳۸۶ با دستور رئیس‌جمهور وقت یک مجتمع فولاد در منطقه سفیددشت احداث شد که ۶۵ درصد سهام آن متعلق به فولاد مبارکه اصفهان است و این مجتمع به رغم آماده فعالیت بودن به دلیل حجم بالای آب مورد نیاز و عدم امکان تأمین آن از منابع آب منطقه با مشکل اساسی رو به رو است. حالا و در شرایطی که امکان اجرای انتقال آب بلداجی به بروجن با هدف تأمین آب مجتمع فولاد سفید دشت وجود ندارد و پای اعتراض‌های سرسختانه مردمی در میان است، مدیران استانی بنا دارند با دست‌اندازی در منابع آب حوضه آبریز زاینده‌رود که در ضلع شمالی این استان قرار دارد، این مشکل را حل کنند.
این پروژه شامل اجرای خطوط لوله فولادی به قطر ۱۴۰۰ میلی‌متر و ضخامت ۱۴/۳ میلی‌متر و احداث ابنیه فنی خط شامل حوضچه‌های شیرآلات و پشت‌بند بتنی و همچنین اجرای راه دسترسی بطول ۲۱۰۰ متر و خرید متعلقات و شیرآلات در مسیر خط انتقال آب به شهر و روستاهای بن تا بروجن می‌باشد.
این طرح شامل فازهای مختلفی می‌باشد و در منطقه کوهستانی و با زمین تمام سنگی اجرا گردیده که شیب اجرای کار در بسیاری از نقاط بالای ۴۵ درجه بوده است.
طرح بن-بروجن در بسیاری موارد در مغایرت جدی با قوانین کشور است.

## مغایرت‌های قانونی
این طرح در بسیاری موارد در مغایرت جدی با قوانین کشور است که به‌طور خلاصه در زیر به برخی از آنها اشاره می‌شود:
- مصوبه شورای عالی حفاظت محیط زیست در خصوص تعیین طرحها و پروژه‌های مشمول انجام مطالعات ارزیابی زیست‌محیطی. مطابق ردیف ۳۶ جدول پیوست این مصوبه، هر گونه انتقال بین حوضه‌ای بدون هیچ قید و شرطی بایستی دارای مطالعات ارزیابی زیست‌محیطی باشد که این طرح فاقد آن است.
- بند دوم مصوبه جلسه دهم شورای عالی آب. بر اساس این بند، هر گونه بارگذاری جدید بر روی زاینده‌رود ممنوع است.
- تصویب‌نامه هیئت وزیران در خصوص راهبردهای بلندمدت منابع آب کشور در سال ۱۳۸۲. با نظر به این که مطابق این تصویب‌نامه بارگذاری جدید بر روی رودخانه‌ها بایستی با توجه به ظرفیت تحمل آنها باشد.

این در حالی است که رودخانه زاینده‌رود در سال ۱۳۷۹ و با انتقال غیرقانونی آب آن به یزد برای اولین بار خشکانده شد. پس از آن هم با دیگر بارگذاری‌های مغایر با قانون، در طول دو سوم انتهایی خود و در اکثر اوقات دچار خشکی شده است.
- دستورالعمل اجرایی تخصیص آب مصوب وزارت نیرو در سال ۱۳۸۲. بند ۹ این دستورالعمل مقرر کرده با توجه به اثرات اجرای طرح‌های تأمین آب در ایجاد تغییر در پلان آبی «پایین‌دست»، اقداماتی از جمله مطالعه طرح و اثرات طرح بر حقابه‌ها و تأسیسات پایین‌دست دقیقاً مورد توجه قرار گیرد.

بدیهی است که اثرات منفی بر محیط زیست و زیان‌های اجتماعی و فنی این طرح بر روی پایین‌دست از آغاز فاقد ارزیابی بوده و تعارضات فراوانی بین بالادست و پایین‌دست ایجاد کرده است.
- مصوبات شورای هماهنگی مدیریت به هم پیوسته زاینده‌رود. مطابق بندهای متعدد در مصوبات جلسات ششم، هشتم و نهم این شورا، بر روی توقف کلیه طرح‌های جدید بارگذاری بر روی زاینده‌رود تأکید شده است.[۷]